# المنصف العقبي
المنصف العقبي هو محامي وشخصية كرة قدم تونسية.

## السيرة الذاتية
تحصل المنصف على دكتوراه في القانون، أصبح إثرها محاميًا لدى محكمة الاستئناف وعضوا في المجلس الأكبر.

بين 1934 و1946، كان رئيس النادي الأفريقي. استطاع الدفاع بجدارة باسم اتحاد تونس لكرة القدم على ناديه أثناء قضية رفعت ضده لسحب ألقابه من قبل اتحاد فرنسا لكرة القدم.

الكاتب الشاذلي العقبي هو ابن المنصف، وهذا الأخير هو ابن السياسي الشاذلي العقبي.